# Erzbistum der orthodoxen Gemeinden russischer Tradition in Westeuropa

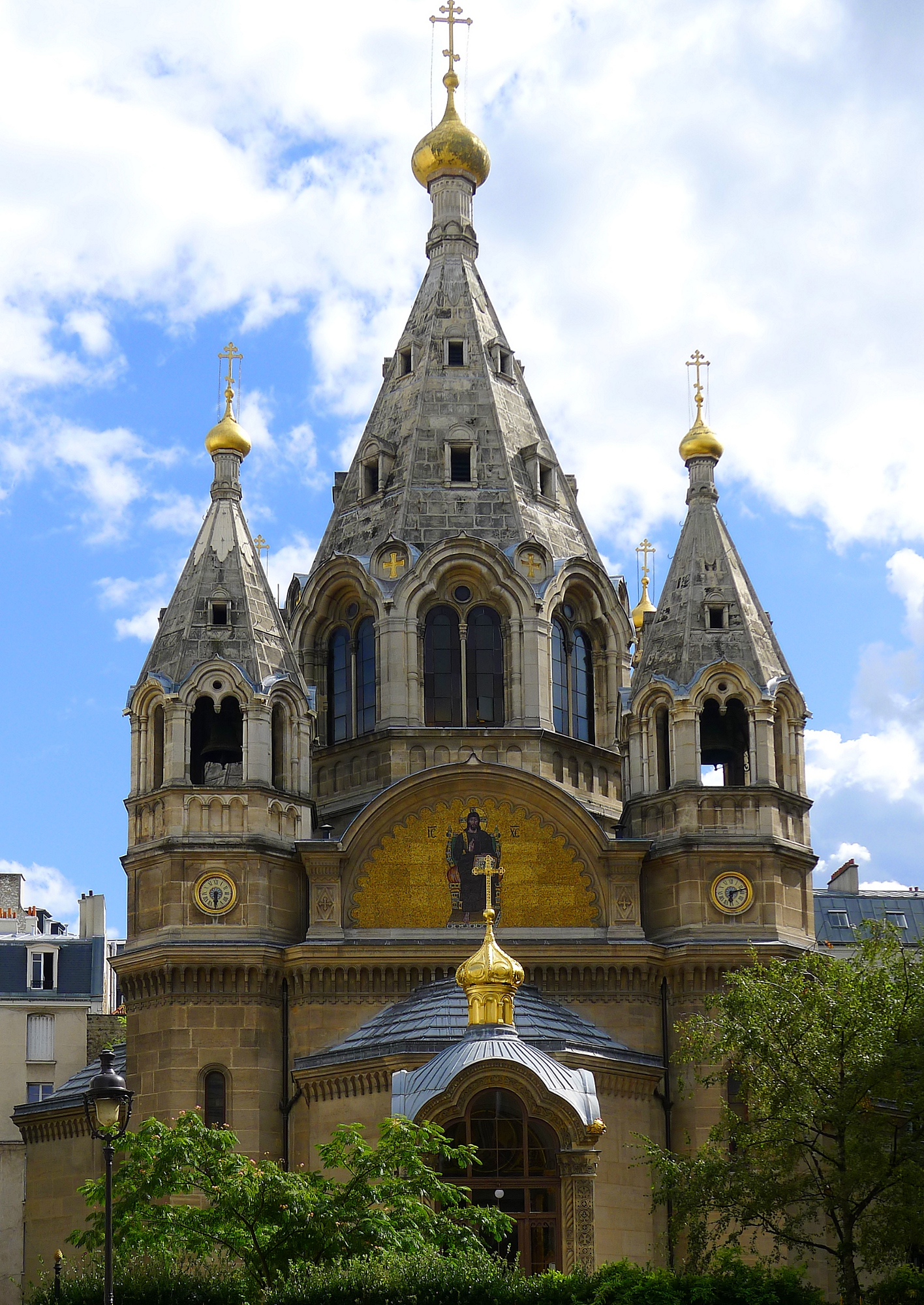
Die Alexander-Newski-Kathedrale in Paris

Erzbistum der orthodoxen russischen Gemeinden in Westeuropa (Archevêché des Églises Orthodoxes de Tradition Russe en Europe Occidentale) ist der heutige Name einer orthodoxen kirchlichen Organisation mit der Alexander-Newski-Kathedrale in Paris als Zentrum (juristisch organisiert als „Union Directrice Diocésaine des Associations orthodoxes russes en Europe Occidentale“; UDAOREO). Das Erzbistum unterstand als Exarchat dem Ökumenischen Patriarchat Konstantinopel, bis die Synode von Konstantinopel am 27. November 2018 beschloss, das Erzbistum aufzulösen. Seither haben sich 2019 der Bischof Johannes von Charioupolis (jetzt Metropolit von Dubna) sowie der größere Teil des Klerus und der Gemeinden dem Moskauer Patriarchat der Russischen Orthodoxen Kirche unterstellt. Weitere Fragen, auch solche staatskirchenrechtlicher Art, wurden mit der Vertragsunterzeichnung von Metropolit Johannes von Dubna und dem griechisch-orthodoxen Metropoliten Emmanuel von Frankreich am 4. Dezember 2020 geklärt.

## Geschichte
Nach der Oktoberrevolution 1917 flohen viele Russen aus ihrer Heimat. Aus den Gemeinden in Westeuropa, die sie gründeten, entstand das Erzbistum der orthodoxen russischen Gemeinden in Westeuropa. Es unterstand bis zum 7. Oktober 2019 dem Ökumenischen Patriarchen, da das Moskauer Patriarchat lange Zeit durch die sowjetischen Kommunisten kontrolliert wurde. Seit dem 7. Oktober 2019 untersteht es zum großen Teil dem Moskauer Patriarchat.

## Bischöfe
- 1921–1946 Metropolit Eulogios von Paris (Euloge Géorguievski)
- 1946–1959 Metropolit Vladimir von Paris (Vladimir Tikhonicky)
- 1960–1981 Erzbischof Georg von Syrakus (Georges Tarassov)
- 1981–1993 Erzbischof Georg von Eudokias (Georg Wagner)
- 1993–2003 Erzbischof Sergius von Eukarpia (Serge Konovalov)

Ab 2003 war Erzbischof Gabriel von Komana (Guido de Vijlder) Exarch, er bat 2013 krankheitshalber um Entbindung von seinen bischöflichen Aufgaben († 26. Oktober 2013). Als Locum tenens wurde am 16. Januar 2013 Erzbischof Emmanuel, griechisch-orthodoxer Metropolit von Frankreich, bis zur Neuwahl eines neuen Erzbischofs des Exarchats eingesetzt. Dieser konnte am 2. November 2013 in der Person von Archimandrit Job Getcha gewählt und bestätigt werden. Als Erzbischof Job von Telmessos wurde er am 5. Dezember 2014 inthronisiert. Am 28. November 2015 wurde Erzbischof Job nach Auseinandersetzungen um seinen Leitungsstil durch die Heilige Synode des Ökumenischen Patriarchats von seinen Aufgaben als Exarch entbunden und zum Vertreter des Ökumenischen Patriarchats beim Weltkirchenrat ernannt. Im April 2016 wurde Johannes von Charioupolis offiziell sein Nachfolger als Exarch. Mit Übertritt zur Russischen Orthodoxen Kirche führt er die Bezeichnung „Erzbischof von Dubna“ und erhielt den Ehrentitel eines Metropoliten.

## Organisation
Das Erzbistum verfügt derzeit über mehrere Dekanate in Frankreich. Außerdem gibt es Dekanate für Benelux, Italien, Deutschland, Skandinavien sowie Großbritannien.
Die meisten Gemeinden hat das Erzbistum in Frankreich. In Deutschland gibt es aktuell sechs Gemeinden. Seit einigen Jahren existiert in Stuttgart eine Gemeinde in der ehemaligen Friedhofskirche im Pragfriedhof, die von Erzpriester Johannes Kaßberger geleitet wird. Seit Juni 2007 gibt es im schwäbischen Zollernalbkreis in Albstadt eine Gemeinde, die von Erzpriester Michael Buk geleitet wird, die Sonntagsliturgie wird in der historischen Siechenkapelle in Balingen gefeiert und die Osternacht in der Lamprechtskirche Meßstetten. Taufen werden in Tailfingen gespendet. Am 12. Mai 2012 wurde von Erzbischof Gabriel mit einem festlichen Gottesdienst die Kirche in Balingen geweiht. Im Jahr 2020 wurden noch zwei neue Gemeinden gegründet, in Karlsruhe und in der Nähe von Bruchsal. 2023 wurde eine deutsch- und englischsprachige Missionsgemeinde (Communauté) in Regensburg gegründet; dies ist die östlichste Gemeinde des gesamten Bistums.
Ferner gehört zum Erzbistum das Institut de Théologie Orthodoxe Saint-Serge in Paris, eine Hochschule, die die bedeutendste orthodoxe Bildungseinrichtung in Westeuropa darstellt.